# Nathan Wilmot
Nathan Wilmot (Sydney, 13 dicembre 1979) è un velista australiano.
Ha vinto una medaglia d'oro olimpica nella vela alle Olimpiadi di Pechino 2008 nella gara di 470 maschile insieme a Malcolm Page.